# ヘンドリッキエ・ストッフェルスの肖像
『ヘンドリッキエ・ストッフェルスの肖像』（ヘンドリッキエ・ストッフェルスのしょうぞう、仏: Portrait de Hendrickje Stoffels、英: Portrait of Hendrickje Stoffels、または『ベルベットのベレー帽を被ったヘンドリッキエ・ストッフェルスの肖像』（ベルベットのベレーぼうをかぶったヘンドリッキエ・ストッフェルスのしょうぞう、仏: Portrait de Hendrickje Stoffels au béret de velours、英: Portrait of Hendrickje Stoffels with a Velvet Beret）、または『凝った衣装を着た若い女性』（こったいしょうをきたわかいじょせい、蘭: Jonge vrouw in fantasiekleding、英: Young woman in Fantasy Costume）は、17世紀オランダ黄金時代の巨匠レンブラント・ファン・レインによる (あるいはレンブラントに帰属される) 1654年ごろのキャンバス上の油彩画である。1784年にフランス王ルイ16世のために購入され、現在、パリのルーヴル美術館に所蔵されている。

## 作品

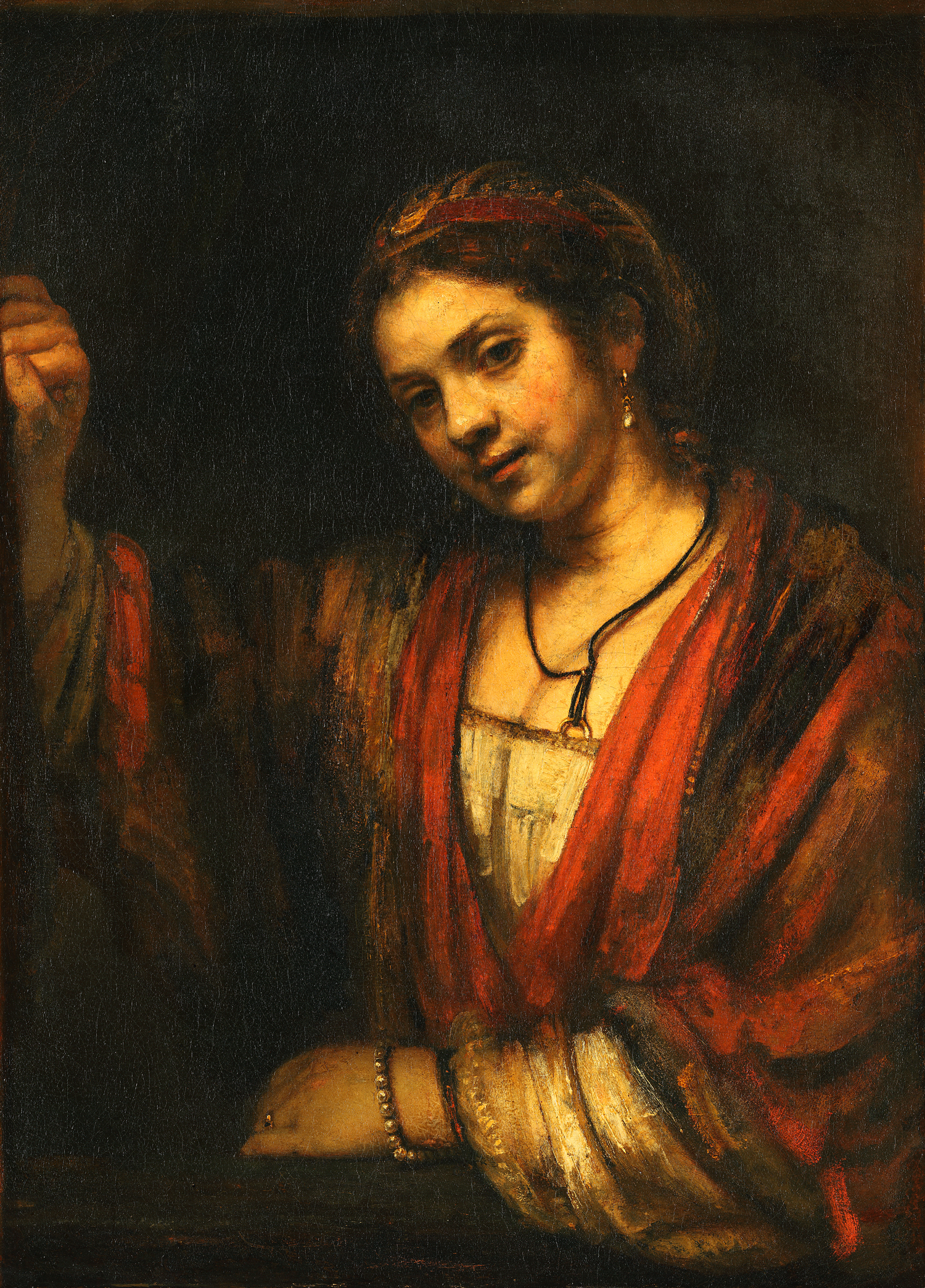
レンブラント『開かれた上扉による若い女性』(1654-1657年)、絵画館 (ベルリン)。ヘンドリッキエを表したものと考えられている。

ドイツの美術史家ヴィルヘルム・フォン・ボーデは1883年に本作に描かれている女性をヘンドリッキエ・ストッフェルス (1625-1663年) と見なし、以降、一般にそう考えらてきた。レンブラントの最初の妻サスキア・ファン・アイレンブルフとは異なり、ヘンドリッキエについては文献によって確証された肖像はないものの、この半身像は絵画館 (ベルリン)、ナショナル・ギャラリー (ロンドン) 、メトロポリタン美術館 (ニューヨーク) にあるヘンドリッキエを表したとされる肖像との類似から彼女を描いたものであると認められている。とはいえ、ヘンドリッキエがレンブラントの作品においてモデルを務めたかということに関しては、研究者の間で様々な意見がある。
ヘンドリッキエは1648年にレンブラントの息子ティトゥス・ファン・レインの乳母、家政婦としてレンブラントに雇われ、まもなく彼の伴侶となって1663年に亡くなるまで彼と生活をともにした。1654年に2人の間にはコルネリアという娘も生まれている。しかし、レンブラントの先妻サスキアの遺書には、レンブラントが再婚すれば、その遺産の半分を譲渡せねばならないことが明記されていた。そのため、浪費がたたって1640年代後半くらいから生活が苦しくなったいたレンブラントは、とうとうヘンドリッキエとは結婚できずに終わった。この絵画がヘンドリッキエを表しているとすれば、彼女の控えめで暖かな人柄を偲ばせるものとなっている。